# Sport Club Auer-Ora
Lo Sport Club Auer-Ora è stata una squadra di hockey su ghiaccio di Ora, in provincia di Bolzano. Nel maggio 2019 si è fusa con l'HC Egna dando vita all'Hockey Unterland.

## Storia
La squadra venne fondata nel 1981. Vantava la vittoria di 3 campionati di Serie C, anche se per problemi finanziari il team non fece mai il salto nella categoria superiore, tranne nel campionato di serie B 1999-2000 quando si fuse con l'HC Trento. Nella stagione 2013/14 raggiunse una nuova finale di Serie C (campionato che tuttavia da questa stagione, a seguito di una riforma, sarà rinominato in Serie B, pur restando terzo livello dei tornei italiani) perdendo la possibilità di vincere il terzo titolo consecutivo (e quarto totale) alla bella contro la corazzata Alleghe, squadra che l'anno precedente giocava nella Serie A. A seguito di un'ulteriore riforma dei campionati, nella stagione 2014/15 il club si iscrisse in serie B (da questa stagione nuovamente seconda - e non più terza - serie del torneo). In quella stagione la squadra riuscì a superare il Pergine ai quarti ed in seguito gli altoatesini riuscirono a superare anche i più quotati corregionali del Merano (vincitori della stagione regolare) in semifinale e a raggiungere così la finale di B, giocata ancora una volta contro l'Alleghe, dove però ebbe la meglio ancora una volta la squadra veneta.

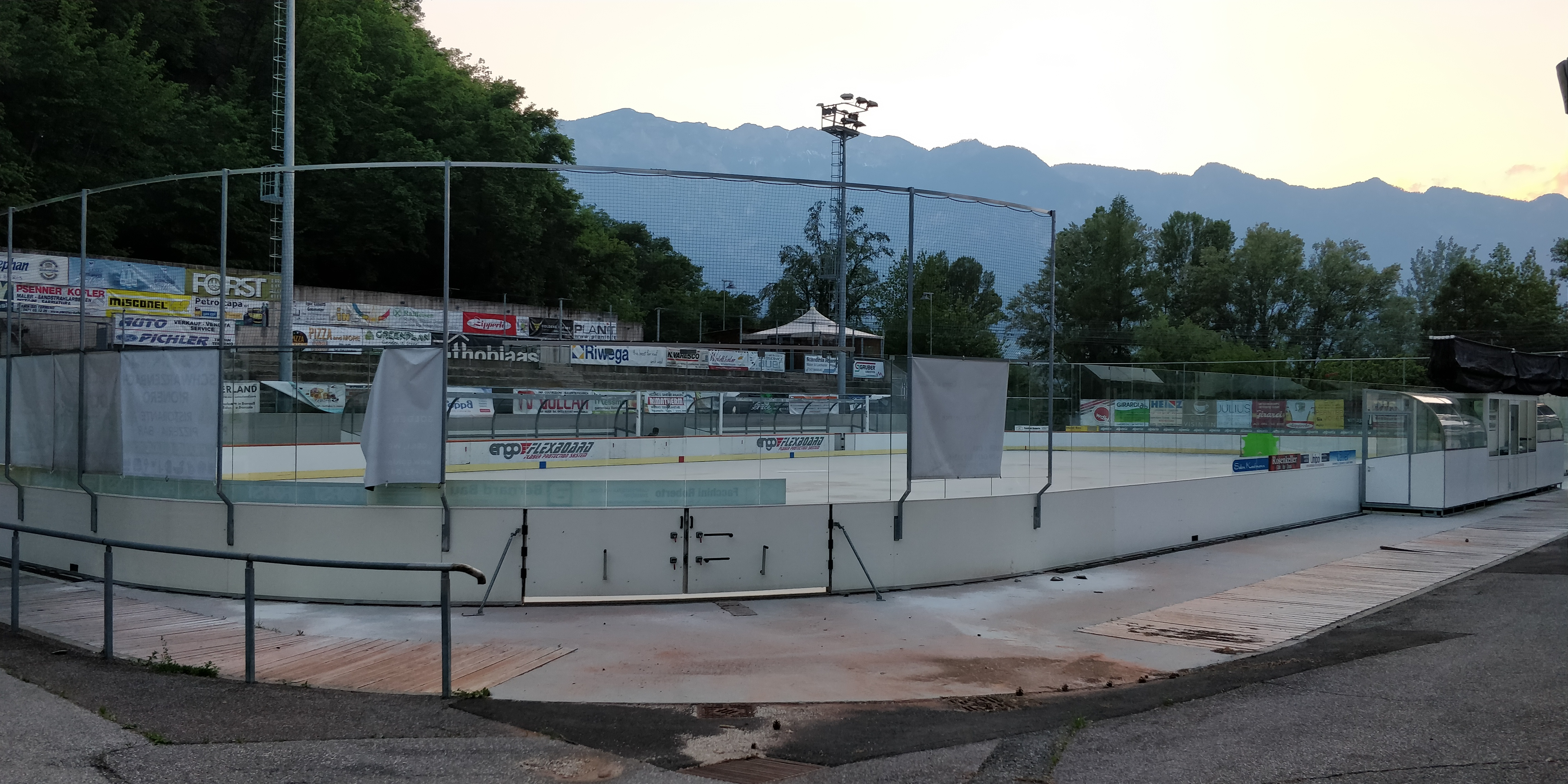
L'Eisplatz Schwarzenbach

Disputava le partite casalinghe all'Eisplatz Schwarzenbach, impianto dalla capacità di 500 spettatori e sprovvisto di copertura.
Il 3 maggio 2019 la società decise di fondersi con la vicina formazione dell'HC Egna, con la quale condivideva da anni il settore giovanile, e formare così l'Hockey Unterland.

## Palmarès
- Serie C: 3

2003-2004, 2011-2012 e 2012-2013

## Cronistoria
- 1981: Fondazione

?

?

?
- 2002-03 - 1° in Serie C
- 2003-04 - ?
- 2004-05 - ?
- 2005-06 - ?
- 2006-07 - ?
- 2007-08 - ?
- 2008-09 - ?
- 2009-10 - 10° in Serie C
- 2010-11 - 3° in Serie C (3° in regular season)
- 2011-12 - 1° in Serie C
- 2012-13 - 1° in Serie C
- 2013-14 - 2° in Serie C - (1° in regular season)
- 2014-15 - 2° in Serie B - (4° in regular season)
- 2015-16 - 6° in Serie B - (4° in regular season)
- 2016-17 - 8° in Serie B - (8° in regular season)

Eliminato nel girone di qualificazione di Coppa Italia
- 2017-18 - 7° in Serie B - (7° in regular season)

Eliminato ai quarti di finale di Coppa Italia
- 2018-19 - 9° in Serie B - (8° in regular season)

Eliminato al turno preliminare di Coppa Italia
- 3 maggio 2019: Fusione con l'HC Egna e fondazione dell'Hockey Unterland